# Skagway
Skagway je obvod státu Aljaška ležící na jihovýchodě země. Leží v ledovcovém údolí v severním konci zátoky Lynn Canal. V roce 2010 zde žilo 920 obyvatel. V letním období se populace zvýší kvůli velkému turistickému ruchu (jde o zastávku dálkových výletních lodí, v letním období sem přijede několik set tisíc lidí). Sídlo vzniklo v roce 1897, roku 1990 se stalo městem a od roku 2007 je obvodem (borough).